# Velika kapucinka
Velika kapucinka (znanstveno ime Tropaeolum majus) je zdravilna rastlina iz družine kapucinovk, ki izvira iz Južne Amerike.

## Opis
Velika kapucinka je samonikla v Andih od Bolivije do Kolumbije. Izvor rastline ni povsem jasen, najverjetneje pa so jo vzgojili s križanjem rastlin T. minus (mala kapucinka), T. moritzianum, T. peltophorum ter T. peregrinum.
V naravi zraste do 1 metra visoko, ob opori pa lahko doseže do 5 metrov dolžine. Listi so veliki in nepravilno okrogli, v premeru merijo med 3 in 15 cm. Po zgornji strani so modrikasto zeleni in imajo voskasto površino. Spodnja stran listov je svetlo zelena, od peclja navzven pa se po listu širijo listne žile. Listi so nasajeni na 5 do 30 cm dolge peclje. Cvetovi so sestavljeni iz petih prostih venčnih listov in v premeru merijo med 2,5 in 6 cm. V njih je osem prašnikov. Običajno so cvetovi oranžno rumeni, rdeči ali rdečkasto rjavi. Proti steblu se zožujejo kot žebelj, na nasprotni strani pa je od 2,5 do 3 cm dolga ostroga, v kateri je nektar. Plodovi so sestavljeni iz treh delov, v vsakem od njih pa je po eno 1 do 1,5 cm dolgo seme. Plod v premeru meri okoli 2 cm.

## Razširjenost in uporabnost
Danes je velika kapucinka pogosta okrasna rastlina, ki jo ponekod vzgajajo tudi za namene tradicionalne medicine. Kapucinka ima užitne liste in cvetove, ki jih ponekod jedo v solati. Užitna so tudi semena, ponekod jih uporabljajo kot nadomestek kapram.
Velika kapucinka je bila ponekod po svetu razglašena za invazivno vrsto. Kot invazivna je označena na Havajih, Otoku Lorda Howa in na Novi Zelandiji.
V Peruju kapucinko tradicionalno uporabljajo za preprečevanje okužb ran. Kasneje so dokazali, da vsebuje učinkovine, ki zavirajo razvoj bakterij. Eterično olje kapucinke vsebuje fitoncid, ta pa razkužuje in preprečuje razvoj bakterij. Z eteričnim oljem rastline, ki jo je najbolje nabirati med junijem in septembrom, se zdravi vnetje dihal ter vnetju mehurja. Pomagala naj bi tudi pri gripi in pljučnih glivičnih obolenjih.

## Galerija
- Spodnja stran lista
- Prerezan cvet
- Nezrel plod